# Жирковка
Жирковка (укр. Жирківка) — село,
Михайловский сельский совет,
Машевский район,
Полтавская область,
Украина.
Код КОАТУУ — 5323083802. Население по переписи 2001 года составляло 218 человек.

## Географическое положение
Село Жирковка находится на правом берегу реки Липянка,
выше по течению примыкает село Михайловка,
ниже по течению на расстоянии в 1,5 км расположено село Любимовка.

## История
- 1900 — село Великая Паськовка переименовано в Жирковка.

## Известные люди
- В селе родился Герой Советского Союза Иван Романенко.
- В селе родился Пасечник, Митрофан Васильевич (1912—1996) — советский и украинский физик, академик АН УССР.